# 남원 독고씨
남원 독고씨(南原 獨孤氏)는 전북특별자치도 남원시를 본관으로 하는 한국의 성씨이다.

## 역사
중국 하남(河南) 출신의 독고공순(獨孤公舜)이 8학사(八學士)의 한 사람으로 신라에 동래(東來)해 정착세거(定着世居)한 것이 시원(始源)을 이루게 되었다.
그의 후손 독고신(獨孤信)이 학행(學行)으로 경향(京鄕) 각지에 명성을 떨치고 나라에 공을 세워 남원군(南原郡)에 봉해지자 그를 중시조로 기일세(起一世) 한다.

## 인물
- 독고립(獨孤立) : 조선 인조(仁祖) 때 군자감판관(軍資監判官). 정묘호란(丁卯胡亂)이 일어나자 의주(義州)의 성(城)을 수비하다가 적의 기습을 받아 아버지 행(行)을 비롯하여 아들 수와 함께 3대가 순절하여 크게 명성을 떨쳤다.
- 독고성(獨孤成) : 자는 유한(維翰). 정묘호란 때 의주성 전투에서 아버지 독고행과 형 독고립(立)이 적병에게 살해당하자 그도 적과 싸워 수백명을 격살하고 항전하다 전사하였다. 뒤에 병조참의에 추증되었다. 의주구암사(龜巖祠)에 제향되었다.
- 독고필(獨孤弼) : 어모장군(禦侮將軍)
- 독고익(獨孤益) : 예빈시 첨정(禮賓寺僉正)
- 독고웅(獨孤雄) : 공조참의(工曹參議)
- 독고윤(獨孤潤, 1949년 ~ ) : 아주대학교 경영학부 교수
- 독고준(獨孤俊, 1991년 ~) : 대한민국 보안 전문가

## 인구
- 1985년 209가구 674명
- 2000년 142가구 452명

## 참고 자료
- “남원독고씨(南原獨孤氏)”. 뿌리를 찾아서.[깨진 링크(과거 내용 찾기)]